# 리카르도 카바나스
리카르도 카바나스레이(이탈리아어: Ricardo Cabanas-Rey, 1979년 1월 17일 ~ )는 스위스의 은퇴한 축구 선수이자, 포지션은 공격형 미드필더였다. 카바나스는 지난 2006년 FIFA 월드컵 대회 당시 우크라이나와의 승부차기에서 실축을 하면서 스위스의 영패의 원인을 제공했다.

## 수상
- 2005년 스위스 슈퍼리그 올해의 선수상